# Ivinghoe Beacon

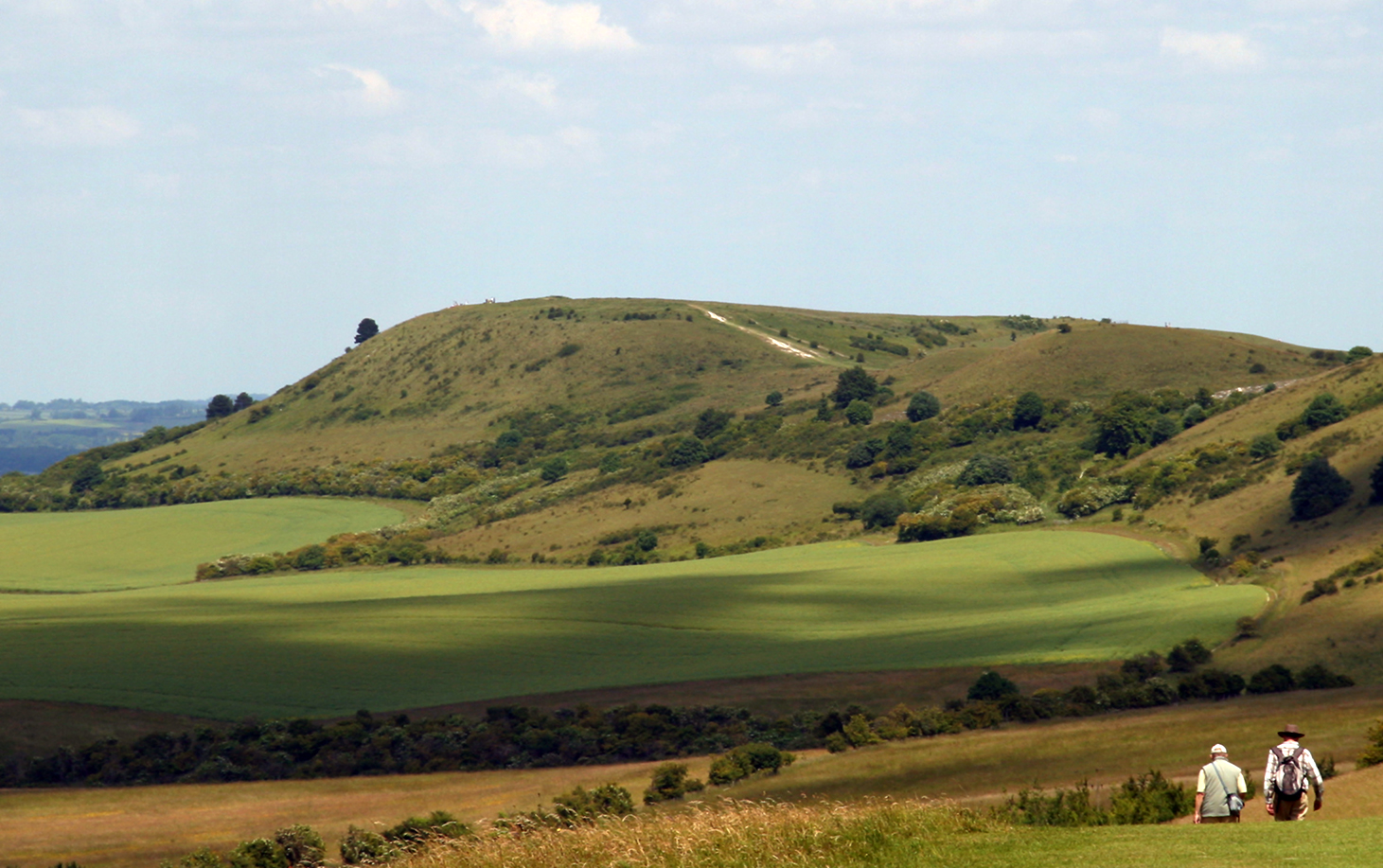
Ivinghoe Beacon vom Ridgeway aus gesehen

Ivinghoe Beacon ist ein prominenter Hügel und Wahrzeichen in den Chiltern Hills, dessen Gipfel 233 Meter (757 ft) über dem Meeresspiegel liegt. 

## Lage
Der Ivinghoe Beacon befindet sich in der Nähe der Dörfer Ivinghoe, Aldbury in Buckinghamshire, dem Ashridge Park und dem Dorf Little Gaddesden in Hertfordshire. Das Gelände gehört zum National Trust und wird von diesem verwaltet. Der Hügel liegt zwischen den Städten Dunstable, Berkhamsted und Tring. Er ist der Ausgangspunkt des Icknield Way nach Osten und des Ridgeway-Fernwanderwegs im Westen.

## Nutzung

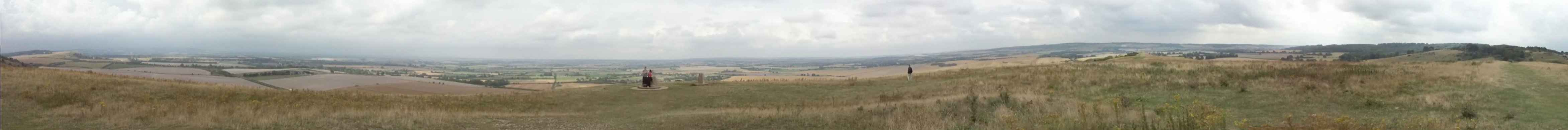
Ein 360° Panoramablick vom Ivinghoe Beacon

Der Ivinghoe Beacon ist ein beliebter Ort für Wanderer, Ausflügler, Gleitschirm- und Segelflieger sowie Flugmodell-Enthusiasten, die den durch den Wind auf den Hügel generierten Aufwind nutzen.
Die Abgeschiedenheit von Ivinghoe Beacon und die relative Nähe zu den Filmstudios in Elstree führte dazu, dass er ein bevorzugter Filmdrehort für viele Dramen wurde, insbesondere für die durch die ITC in den 1960er Jahren produzierten.

## Höhe
Entgegen der landläufigen Meinung erhebt sich Ivinghoe Beacon nicht bis 249 m über dem Meeresspiegel, sondern das ist die höchste Erhebung der nahegelegenen Ivinghoe Hills, die mit dem Berg selbst verbunden sind. Beacon Hill, wie er offiziell auf Ordnance-Survey-Karten benannt wird, ist nur 233 m hoch, also 16 m niedriger als seine Nachbarn. Die Markierungssäule am Anfang des Ridgeway steht auf dem Gipfel des Hügels auf 233 m, wenige Meter entfernt von einem trigonometrischen Punkt auf 231 m Höhe.
Obwohl der Ivinghoe Beacon ziemlich prominent im Vergleich zu den umliegenden Bergrücken erscheint, ist er nicht der höchste Punkt der Chilterns, weil der ein paar Meilen westlich gelegene Haddington Hill in der Nähe von Wendover mit 267 m etwas höher ist.
Koordinaten: 51° 50′ 30,6″ N, 0° 36′ 29,2″ W